# 穆罕默德-阿里·拉贾伊
穆罕默德-阿里·拉贾伊（Mohammad-Ali Rajai；1933年6月15日—1981年8月30日），伊朗政治人物，曾任伊朗伊斯兰共和国第二任总统，当选前是時任总统巴尼萨德尔的总理（第一任伊朗总理）。

## 政治生涯
穆罕默德-阿里·拉賈伊生于卡兹文市（Ghazvin），他总理任内还兼五个月的外交部长（1981年3月11日—1981年8月15日），他是伊朗伊斯兰革命的坚决支持者和清除美国和欧洲对伊朗大学的影响行动的领导人。在就任总统仅20多天，他就和总理穆罕默德-贾瓦德·巴霍纳尔、国防部长纳姆朱上校等10名军事和治安方面负责人被炸身亡。
由于伊朗总理一职在1989年废除，为此拉贾伊是伊朗唯一一位担任过伊朗总理的总统。

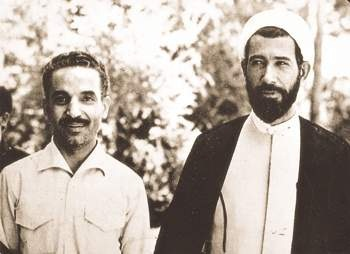
当选总统后的拉贾伊和总理穆罕默德-贾瓦德·巴霍纳尔的合影。（两人均于1981年遇刺身亡）

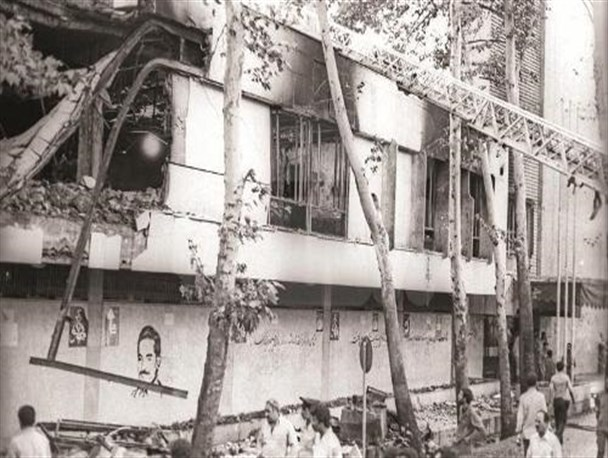
拉贾伊总统和总理穆罕默德-贾瓦德·巴霍纳尔和一群官员死于1981年8月30日的总理府爆炸事件，上图为当时事发现场。

| 前任： 阿布哈桑·巴尼萨德尔 | 伊朗总统 1981年 | 繼任： 阿里·哈梅内伊 |

| 前任： 首任 | 伊朗总理 1980年－1981年 | 繼任： 穆罕默德-贾瓦德·巴霍纳尔 |